# The inconsolable secret
The inconsolable secret is een studioalbum van Glass Hammer. Het werd opgenomen in hun eigen geluidsstudio Sound Resources in Chattanooga (Tennessee). Het album werd gestoken in een platenhoes ontworpen door Roger Dean, bekend van de hoezen van Yes. De muziek van Yes is naast die van Emerson, Lake & Palmer een van de inspiratiebronnen van Glass Hammer.

## Musici
Glass Hammer:
- Fred Schendel – toetsinstrumenten, gitaar, zang
- Steve babb – toetsinstrumenten, basgitaar, zang
- Walter Moore – zang
- Susie Bogdanowicz – zang
- Matt Mendians – drumstel

Met gastmusici
- Sarah Snyder – sopraan
- Bethany Warren – achtergrondzang
- Flo Paris – zang op Long and long ago en Having caught a glimpse
- Eric Parker – akoestische gitaar
- The Adonia String Trio (Rebecca James- viool, Susan Hawkins – altviool en Rachel Hackenberger – cello)

En aanvullingen door
- Laura Lindstrom – zang op Morrigan’s song
- Stephanie Rumpza – blokfluit en leider van het koor
- Tom Hammett – tenor
- Meisjeskoor bestaande uit Haley McGuire, Summer Hullender, Emily Hammett en Natalie Pittman
- David Carter – gitaar op Long and long ago

## Muziek
De muziek is van Schendel en Babb; de teksten zijn van Babb afkomstig uit zijn The lady of Lirazel.

| Nr. | Titel                                | Duur  |
| --- | ------------------------------------ | ----- |
| 1.  | The knights: A maker of crowns       | 15:21 |
| 2.  | The knights: The knight of the north | 24:39 |

| Nr. | Titel                             | Duur  |
| --- | --------------------------------- | ----- |
| 1.  | The lady: Long and long ago       | 10:23 |
| 2.  | The lady: The morning she woke    | 5:36  |
| 3.  | The lady: Lirazel                 | 4:30  |
| 4.  | The lady: The high place          | 3:33  |
| 5.  | The lady: Morrigan’s song         | 2:23  |
| 6.  | The lady: Walking towards doom    | 2:06  |
| 7.  | The lady: Mog Ruth                | 2:03  |
| 8.  | The lady: Through a glass darkly  | 6:55  |
| 9.  | The lady: The lady waits          | 5:46  |
| 10. | The lady: The mirror cracks       | 2:12  |
| 11. | The lady: Having caught a glimpse | 13:23 |

In 2013 werd een heruitgave uitgebracht met vijf opnieuw opgenomen tracks (Long and long ago, The morning she woke, A maker of crowns, The knight of the north en Having caught a glimpse. Naast Schendel en Babb waren toen te horen Jon Davison (zang op Long and long ago en The morning she woke), Kamran Alan Shikoh (gitaar op The morning she woke en The knight of the north), Johnny Burns (gitaar op Long and long ago), David Wallimann (gitaar op Having caught a glimpse), Donna Curry (dwarsfluit op Long and long ago en Having caught a glimpse), Kelly Luther Stultz (alt) en Josh Greene (bariton). Davison zou even later zelf zanger worden bij Yes.